# استر میساروش
استر میساروش (مجاری: Eszter Mészáros؛ زادهٔ ۲۹ ژوئن ۲۰۰۲) تیرانداز زن اهل مجارستان است.